# Buden på nummer 49
Buden på nummer 49 (The Crying of Lot 49) är en roman från 1966 (första svenska utgåva 1967) av amerikanen Thomas Pynchon.

## Handling

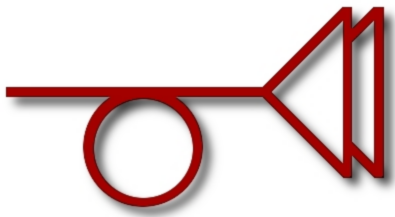
Tristeros symbol: En trumpet med sordin.

Handlingen kretsar kring Oidipa Maas som utses till medexekutor till sin före detta pojkvän Pierce Inveraritys sterbhus. Ett uppdrag som leder henne till upptäckten av ett alternativt och eventuellt flera hundra år gammalt postbefordringssystem, S.K.R.O.T., som handhas av en organisation vid namn Tristero (eller möjligen Trystero) vars symbol är en trumpet med sordin.
I romanen sägs att Tristero på 1700-talet ska ha besegrats av Thurn und Taxis, som ledde ett historiskt verkligt postbefordringssystem, och därefter levt underjordiskt vidare in i romanens nutid. Oidipa ser Tristeros symbol på ett flertal ställen och anspelningar i en bok med det jakobinska vedergällningsdramat Sändebudets tragedi. Oidipa blir dock aldrig klar över om Tristero finns i verkligheten, om det är en konspiration, ett practical joke av Inverarity eller bara inbillning.
Romanens titel syftar på slutscenen där Oidipa närvarar vid en auktion där Inveraritys frimärkssamling, som eventuellt kan bevisa Tristeros existens, ska gå under klubban som nummer 49. Handlingen slutar med att hon sätter sig tillrätta "för att invänta buden på nummer 49".

## Tolkning
Buden på nummer 49 är Pynchons kortaste och mest lästa roman. Den har givit upphov till många komplexa och motsägelsefulla tolkningar. En del kritiker har beskrivit den som ett typexempel på en postmodernistisk text medan andra läst den som en parodi på postmodernism.
Harold Bloom skriver i ett förord till Buden på nummer 49 att huvudpersonen på sätt och vis liknar läsaren av romanen: "Oidipas sökande går ut på att komma underfund med hur och varför hon bör läsa den historia i vilken hon själv befinner sig. Pynchons Oidipa är inte alltid en god läsare men hon gör rätt för sitt förnamn: liksom Sofokles Oidipus är hon på ständig jakt efter sanningen. Vi får aldrig veta huruvida hon kommit den på spåren, eller om hon fallit offer för en paranoid ploj som satts i scen av hennes avlidne förre älskare Inverarity, ett namn som står i en mångtydig relation till sanningen."
Bloom menar att romanen framstår som en allegori om det samtida USA och dess historia, men att den samtidigt inte riktigt kan fungera som en allegori på grund av Pynchons oklara ideologiska hållning. Han beskriver Pynchon som en "parodiker" och "en lekfull kabbalist, av den sort som alltid har tarokkorten till hands, varav följer att allt som sker i romanen kan betyda antingen allt eller också ingenting."